# Raymond-Bérenger d'Anjou
Raymond-Bérenger d'Anjou (également connu sous le nom de Raymond-Bérenger d'Andrie, soit 1281 - 3 octobre 1305, soit entre 1279 et 1282 – 1307) est un membre de la noblesse de la Maison d'Anjou et du sud de l'Italie, comte d'Andrie et probablement comte de Provence et prince du Piémont.

## Biographie
Raymond-Bérenger est le cinquième fils du roi Charles II d'Anjou, roi de Naples, et de Marie de Hongrie. Il est né en Provence lors d'un bref retour de son père pour y prendre le commandement d'une flotte. Sa patrie est attestée par son nom provençal et le nom de sa nourrice, Adelasia d'Aix-en-Provence. Il est connu pour être né après son frère Robert le Sage et aucun document ne le situe à Naples pendant de nombreuses années. Dès lors, il passe son enfance sous la tutelle de Guillaume de Manoir dans les villes d'Aix, Sisteron, Saint-Victor, près de Marseille, et Barjols. C'est de la ville de Sisteron qu'une lettre est envoyée, datée du 2 mai 1286, de lui et de ses deux frères aînés, Robert et Saint Louis de Toulouse, demandant au roi Edouard Ier d'Angleterre la libération de leur père captif.
Par le traité de Canfranc (en) (29 octobre 1288), il est donné en otage, avec ses frères aînés, en échange de son père. Il était malade à l'époque et n'a été envoyé en Catalogne que l'année suivante (23 février 1289). Il rejoint ses frères à Moncada, le 9 mars. Les trois princes étaient traités avec les honneurs dus à leur rang et ils étaient accompagnés d'une cour d'une centaine de jeunes nobles. Raymond invite Pierre de Jean Olivi à lui rendre visite en prison, mais ne reçoit qu'une lettre de consolation. Les frères sont finalement libérés le 7 juin 1295 conformément aux stipulations du traité d'Anagni.
À sa libération, il se rend à Naples et visite le Castel dell'Ovo. Il suit son frère Louis à Rome. Il y retourne en 1297 avec ses frères Philippe et Jean pour accueillir Yolande, fille de Pierre III d'Aragon et épouse de Robert leur frère, et l'escorter jusqu'à Naples.
En décembre 1300, Raymond reçoit les honneurs de Monte Sant'Angelo, Capaccio, Eboli, Isernia, Atri et Vieste, et Altamura, les comtés de Gravina et Andrie, et les châtelets de Vairano, Lesina et Terra di Muro. En 1302, il perd Gravina. Le 13 décembre 1304, il est investi du comté de Piémont. Le Piémont apparaît comme celui de son frère en 1307, sa possession de ce fief était donc probablement théorique et non réelle. Un peu plus tard, il fut créé vicaire général du Regno et en août 1305 grand sénéchal.
La participation de Raymond-Bérenger à la politique du Regno était limitée. Il combattit les Aragonais en Sicile en 1301 et initia une concession de terres près de Gravina aux Templiers. En juillet 1304, il se rend à nouveau à Rome pour recevoir une femme pour son frère Robert. Cette fois, c'était Sancha, fille de Jacques II de Majorque. Il mourut peu de temps après son mariage avec Marguerite, fille de Robert, comte de Clermont.

## Mariage et descendance
Raymond-Bérenger se marie en 1305 avec Marguerite, fille de Robert, comte de Clermont. Cette union s'achevant très rapidement avec la mort de Raymond-Bérenger, Marguerite se remarie avec Jean Ier de Namur en 1308.

## Sources
- Bruzelius, Caroline Astrid (2004). The Stones of Naples: Church Building in Angevin Italy, 1266-1343. Yale University Press.
- Dunbabin, Jean (2011). The French in the Kingdom of Sicily, 1266–1305. Cambridge University Press.
- Ghisalberti, Alberto M. Dizionario Biografico degli Italiani: III Ammirato – Arcoleo. Rome, 1961.
- Giuseppe Coniglio, ANGIÒ, Raimondo Berengario d' , in Dizionario Biografico degli Italiani, Volume 3, Rome, 1961.